# Kenya Matsui
Kenya Matsui (født 10. september 1985) er en japansk fodboldspiller, som spiller for den japanske fodboldklub Mito HollyHock.